# Лоун Оук (Тексас)
Лоун Оук (енгл. Lone Oak) град је у америчкој савезној држави Тексас. По попису становништва из 2010. у њему је живело 598 становника.

## Демографија
Према попису становништва из 2010. у граду је живело 598 становника, што је 77 (14,8%) становника више него 2000. године.
| Група             | 2000.       | 2010.       |
| Белци             | 482 (92,5%) | 545 (91,1%) |
| Афроамериканци    | 16 (3,1%)   | 14 (2,3%)   |
| Азијати           | 1 (0,2%)    | 2 (0,3%)    |
| Хиспаноамериканци | 20 (3,8%)   | 19 (3,2%)   |
| Укупно            | 521         | 598         |